# EgyptAir Cargo

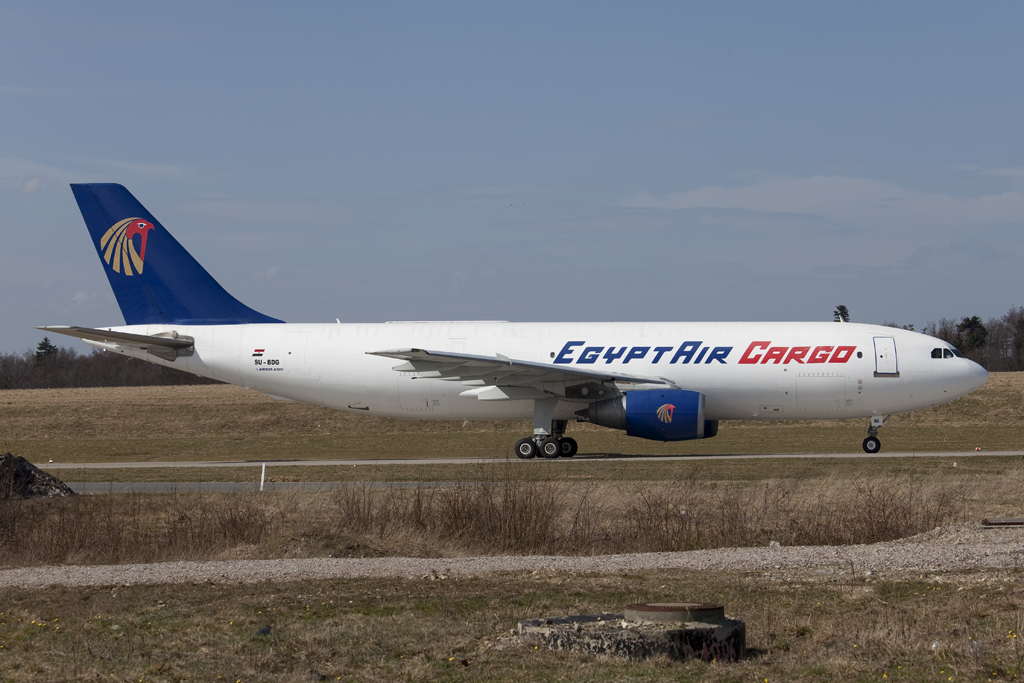
Airbus A300 авиакомпании EgyptAir Cargo

EgyptAir Cargo — египетская грузовая авиакомпания, дочерняя компания национального перевозчика Египта EgyptAir. Базируется в международном аэропорту Каира и выполняет регулярные и чартерные грузовые рейсы. Располагает флотом из четырёх Airbus A300, а также организует перевозку грузов в багажных отсеках самолётов материнской компании.

## Флот
В ноябре 2014 года EgyptAir Cargo эксплуатировала следующие самолёты:

## Маршрутная сеть
По состоянию на июль 2014 года EgyptAir Cargo осуществляет рейсы в следующие пункты назначения:
Бельгия
- Остенде — Международный аэропорт Остенде-Брюгге

Германия
- Кёльн — Международный аэропорт Кёльн/Бонн
- Франкфурт — Аэропорт Франкфурт-Хан

Египет
- Каир — Международный аэропорт Каира — Хаб

Италия
- Милан — Аэропорт Милан-Мальпенса

Кения
- Найроби — Международный аэропорт имени Джомо Кениаты

Объединённые Арабские Эмираты
- Шарджа — Международный аэропорт Шарджи

Судан
- Хартум — Международный аэропорт Хартума

Турция
- Стамбул — Международный аэропорт имени Ататюрка

Уганда
- Энтеббе — Международный аэропорт Энтеббе

Эфиопия
- Аддис-Абеба — Международный аэропорт Бо́ле

## Ключевые показатели деятельности
| Показатель                            | 2008    | 2009  | 2010  | 2011  | 2012    |
| ------------------------------------- | ------- | ----- | ----- | ----- | ------- |
| Перевезено грузов и почты (тыс. тонн) | 186     | 168   | 198   | 184   | 203     |
| Оборот (E£ млн.)                      | 962     | 573   | 596   | 603   | 652     |
| Операционная прибыль (E£ млн.)        | 73      | 80    | 49    | 18    | 75      |
| Число сотрудников                     | > 1 000 | —     | —     | —     | > 1 400 |
| Размер флота                          | 4       | 4     | 4     | 4     | 4       |
| Источник                              | [ 6 ]   | [ 7 ] | [ 8 ] | [ 9 ] | [ 10 ]  |